# M'hamed Chenik
M'hamed Chenik (in arabo محمد شنيق‎?, Muḥammad Shanīq; Tunisi, 1889 – Radès, 20 novembre 1976) è stato un politico e uomo d'affari tunisino.

## Biografia
È stato due volte capo del governo, la prima nel 1943, la seconda nel 1952. Favorevole all'indipendenza dai Francesi, venne da questi arrestato nel 1952.
Dopo l'indipendenza tunisina, raggiunta nel 1956, si ritirò dalla vita politica.